# Provincia di Arica
La provincia di Arica è una provincia della regione di Arica e Parinacota nel Cile settentrionale. Il capoluogo è la città di Arica.
Al censimento del 2002 possedeva una popolazione di 186.488 abitanti

## Geografia antropica

### Suddivisioni amministrative
La provincia è divisa in due comuni:
- Arica
- Camarones